# 劉少維
劉少維（LAU Siu Wai Dick，1985年12月20日—），香港壁球運動員。2010年，獲香港特區政府授予行政長官社區服務獎狀。

## 簡歷
劉少維於2004年完成香港中學會考後，投身全職運動員行業。

## 主要比賽成績
- 2007年 鱷魚恤香港壁球錦標賽 男子組精英決賽 冠軍
- 2009年 東亞運動會 男子單打 金牌
- 2009年 東亞運動會 男子雙打 金牌
- 2009年 東亞運動會 男子團體 金牌
- 2010年 亞洲運動會 男子團體 銅牌

## 外部連結
- Squash Info - Dick Lau's Profile （页面存档备份，存于）（英文）
- PSA Player Profile （页面存档备份，存于）（英文）